# Adolph Dubs
Adolph „Spike“ Dubs (* 4. August 1920 in Chicago, Illinois; † 14. Februar 1979 in Kabul, Afghanistan) war ein US-amerikanischer Diplomat wolgadeutscher Herkunft, der 1979 im Dienst ums Leben kam; es war der letzte ermordete US-Botschafter vor J. Christopher Stevens 2012 in Libyen.

## Leben
Dubs studierte am Beloit College Politikwissenschaften. Während des Zweiten Weltkrieges diente er in der US Navy. Nach dem Krieg setzte er sein Studium an der Georgetown University, der Harvard University und der Washington University in St. Louis fort. Nach dem Ende seines Studiums trat er dem Diplomatischen Korps der Vereinigten Staaten bei. Er arbeitete an den Botschaften in Deutschland, Liberia, Kanada, Jugoslawien und der Sowjetunion. Am 14. Mai 1978 wurde er US-Botschafter in Afghanistan. Während dieser Tätigkeit wurde er am 14. Februar 1979 von politisch unabhängigen Settam-e-Melli-Terroristen entführt und bei einem Befreiungsversuch kommunistischer Regierungstruppen erschossen. Dubs wurde auf dem Nationalfriedhof Arlington beigesetzt.